# Spinotectarchus acornutus
Spinotectarchus acornutus is een wandelende tak uit de familie Phasmatidae. De wetenschappelijke naam van deze soort is voor het eerst voorgesteld door Frederick Wollaston Hutton in een publicatie uit 1899.
De soort komt voor op Noordereiland (Nieuw-Zeeland).